# Prasophyllum macrotys
Prasophyllum macrotys är en orkidéart som beskrevs av John Lindley. Prasophyllum macrotys ingår i släktet Prasophyllum och familjen orkidéer. Inga underarter finns listade i Catalogue of Life.